# Заболотне (Шосткинський район)
Заболо́тне —  село в Україні, у Шосткинській міській громаді Шосткинського району Сумської області. Населення становить менше 77 осіб.

## Географія
Село Заболотне знаходиться в урочищі Велике Болото. На відстані 1,5 км розташовані села Клишки і Солотвине. Місцевість навколо села заболочена. До села примикає великий лісовий масив (сосна).

## Назва
Назва, ймовірно, походить від заболоченості місцевості між ним та селом Клишки (урочище "Велике Болото") - з боку Клишок розміщене "за болотом", тобто Заболотне. Серед місцевих жителів має назву "Заболоття". 

## Символіка
На гербі зображені два чорні рогізи, між якими зеленя ялинка. Вгорі дві срібні квітки шипшини. Чорне тло та рогіз символізують заболочену місцевість і видобуток торфу біля села і вказують на назву села - за болотом (герб є промовистим). Ялинка - хвойні масиви біля села. Квітки шипшини вказують на красу села і навколишньої природи.

## Населення
Згідно з переписом УРСР 1989 року чисельність наявного населення села становила 93 особи, з яких 36 чоловіків та 57 жінок.
За переписом населення України 2001 року в селі мешкало 77 осіб.

### Мова
Розподіл населення за рідною мовою за даними перепису 2001 року:
| Мова            | Кількість | Відсоток |
| --------------- | --------- | -------- |
| українська      | 71        | 92.21%   |
| російська       | 4         | 5.19%    |
| білоруська      | 1         | 1.30%    |
| інші/не вказали | 1         | 1.30%    |
| Усього          | 77        | 100%     |